# Balzac e la piccola sarta cinese (film)
Balzac e la piccola sarta cinese è un film del 2002 diretto da Dai Sijie, adattamento del libro omonimo dello stesso autore. Anche se il libro è stato scritto in francese, il film è recitato in cinese.

## Trama
Nella Cina della Rivoluzione culturale, due giovani ragazzi, Ma e il suo migliore amico di sempre Luo, vengono mandati in un piccolo villaggio di montagna del Sichuan per essere rieducati secondo le leggi del partito del Presidente Mao, venerato e osannato da tutti i montanari. Entrambi sono figli di medici e per questo motivo vengono ritenuti dallo stato dei figli di nemici pubblici: in realtà, i due non hanno avuto modo di diplomarsi al liceo e hanno a stento la licenza media.
Non appena approdano al villaggio, Luo e Ma stupiscono gli abitanti per via dei bizzarri oggetti che portano dentro le loro valigie. Uno di questi è la sveglia di Luo, utilizzata (una volta capito in parte il suo uso dal capo villaggio) come orologio per rispettare precisamente l’orario di lavoro nei campi. Altro oggetto che si rivelerà di fondamentale importanza è il violino di Ma, con cui egli allieterà le lunghe notti piovose che lui e il suo migliore amico sono costretti a passare nel freddo e nella sporcizia.
La situazione cambia quando i due incontrano per la prima volta la Piccola Sarta, una giovane montanara della quale non viene rivelato il nome, la cui bellezza è superiore a quella di tutte le ragazze del villaggio. Parallelamente, Luo e Ma scoprono che è stato mandato al villaggio anche un loro vecchio amico, Quattrocchi, che ha con sé una valigia piena zeppa di libri occidentali censurati dal regime: i due protagonisti, dopo vari misfatti, verranno in possesso della valigia e dei suoi romanzi, custodendoli gelosamente come tesori. Poiché la Piccola Sarta è analfabeta, Luo inizia a leggere i libri per lei e i due si innamorano.
Tempo dopo, Luo va in città per far visita al padre malato e invita la Piccola Sarta a venire con lui, ma lei rifiuta dicendo di avere un problema e rimane al villaggio con Ma. Un giorno, gli confida di essere rimasta incinta e teme che suo padre possa uccidere Luo per questo: Ma si reca quindi in città per chiedere aiuto a un ginecologo che conosce suo padre e lo convince ad andare al villaggio per far abortire clandestinamente la Piccola Sarta. Al ritorno di Luo, la vita al villaggio prosegue il suo normale corso.
Quindici anni dopo, Ma vive a Parigi ed è un violinista professionista. Un giorno, guardando il telegiornale, apprende che sul Fiume Azzurro verrà realizzata un'enorme diga, per la cui costruzione, tuttavia, verrà inondato e sommerso il villaggio in cui lui e Luo sono stati rieducati. Allarmato, Ma parte per la Cina e torna al villaggio nella speranza di ritrovarvi la Piccola Sarta, ma senza successo: si limita così a girare con la sua videocamera un video in cui riprende gli abitanti e i luoghi a lui familiari. Successivamente, ritrova Luo, che vive a Shanghai con la moglie e il figlio ed è diventato un docente universitario di odontoiatria. Ma gli mostra il video che ha girato nel villaggio e i due si lasciano andare ai ricordi del passato.
Grazie a un breve flashback, si scopre che la Piccola Sarta, diventata espansiva e desiderosa di scoprire il mondo proprio grazie ai libri, ha deciso di lasciare per sempre il villaggio, lasciando i due amici soli. Luo confessa a Ma di averla cercata prima a Shenzhen e poi a Hong Kong, senza riuscire a trovarla. Poco tempo dopo, il villaggio verrà sommerso e con esso anche il passato dei tre protagonisti.

## Produzione
Il film fu girato nei luoghi originari della Cina dove Dai Sijie venne mandato in rieducazione nel periodo della rivoluzione culturale. Questi bellissimi paesaggi sono davvero destinati a scomparire sotto l'acqua a causa della creazione di un bacino artificiale come viene rappresentato alla fine del film.

## Distribuzione
Il film è stato presentato nella sezione Un Certain Regard al 55º Festival di Cannes.